# Марковац (Вршац)
Марковац је насеље у граду Вршац, у Јужнобанатском округу, у Србији. Према попису из 2022. било је 179 становника.

## Историја
У историјском периоду Марковац је имао више имена:
- У XV веку звало се
- Марковац-1743. године
- 1911.
- Марковац-1919. године

Марктелеке био је у саставу крашовског комитата (среза). За време турске владавине је опустошен. Тек пред први аустриско-турски рат (1737—1739) насељено је ово место опет српским и румунским становницима. Године 1734. подигнута је црква брвнара. Године 1751. пописано је 126 кућа, а исте године се помиње и марковачка поштанска станица на линији Дента-Оравица.
Аустријски царски ревизор Ерлер је 1774. године констатовао да место "Марковец" припада Вршачком округу, Вршачког дистрикта. Становништво је измешано, српско и влашко.
У Турском рату 1788. године братимили су се марковачки Румуни са упалим Турцима, турски заповедник, Абдулах Мехмед Мениш паша, поставио је неког Батошу Бутана из Марковца за капетана над 22 села марковачке околине, са задатком да околину мирним путем покори и коншкрибира (регрутује).
Године 1841. спахија Александар Барајевац био је власник поседа Марковац. Георгије Барајевац "от Марковца" је 1834. године купио Видаковићеву путописну књигу у Темишвару. Барон Милош Бајић је до своје смрти 1897. године држао у поседу спахилук Марковац. По тестаменту нови власник је постао његов наследник, син синовца Милана - Петар Бајић.
Становништво бавило се претежно виноградарством тако да је 1835. године, тадашњи најугледнији маћарски енолог, Фрања Шамс похвалио марковачко вино. 1843. године процењен је бербени принос у 9000 акова кљука.
Године 1872. сазидана је румунска православна црква, а Срби су 1890. године до парохијалног дома сазидали богомољу. До 1897. године био је поп Михало Чипић последњи српски парох у Марковцу. Сви Марковачки Срби су порумуњени.
Бројно стање становништва било је: 1869–1529. становника, 1880–1400; 1890–1491; 1900–1527; 1910–1438; А по попису из 1921. године пописано је 1323 становника, од којих је било; Срба-35, Словака-14, Румуна-1209, Немаца-42, Мађара-23 становника.
Приликом разграничења са Румунијом 1924. било је спорно 30 јутара шуме на Вршишору, који су били заведени у књиге и Марковца и румунске Варадије (која је такође била у поседу Бајића), па је договорена подела. Ствар је коначно завршена у јуну те године, чиме је окончано и југословенско-румунско разграничење - кота Вршишор је остала у КСХС, а шума је подељена "уздужно".

## Демографија
У насељу Марковац живи 290 пунолетних становника, а просечна старост становништва износи 48,9 година (47,5 код мушкараца и 50,3 код жена). У насељу има 127 домаћинстава, а просечан број чланова по домаћинству је 2,57.
Ово насеље је углавном насељено Румунима (према попису из 2002. године), а у последња четири пописа, примећен је пад у броју становника.
|  |

| Демографија | Демографија | Демографија |
| Година      | Становника  | Становника  |
| ----------- | ----------- | ----------- |
| 1948.       | 1.125       |             |
| 1953.       | 1.129       |             |
| 1961.       | 1.042       |             |
| 1971.       | 817         |             |
| 1981.       | 717         |             |
| 1991.       | 570         | 442         |
| 2002.       | 329         | 487         |
| 2011.       | 249         |             |

| Етнички састав према попису из 2002.‍ | Етнички састав према попису из 2002.‍ | Етнички састав према попису из 2002.‍ | Етнички састав према попису из 2002.‍ | Етнички састав према попису из 2002.‍ |
| ------------------------------------ | ------------------------------------ | ------------------------------------ | ------------------------------------ | ------------------------------------ |
|                                      |                                      |                                      |                                      |                                      |
| Румуни                               | Румуни                               |                                      | 251                                  | 76,29%                               |
| Срби                                 | Срби                                 |                                      | 33                                   | 10,03%                               |
| Мађари                               | Мађари                               |                                      | 10                                   | 3,03%                                |
| Чеси                                 | Чеси                                 |                                      | 2                                    | 0,60%                                |
| Хрвати                               | Хрвати                               |                                      | 2                                    | 0,60%                                |
| Словенци                             | Словенци                             |                                      | 2                                    | 0,60%                                |
| Роми                                 | Роми                                 |                                      | 2                                    | 0,60%                                |
| непознато                            | непознато                            |                                      | 21                                   | 6,38%                                |

| Година пописа     | 1948. | 1953. | 1961. | 1971. | 1981. | 1991. | 2002. |
| ----------------- | ----- | ----- | ----- | ----- | ----- | ----- | ----- |
| Број домаћинстава | 301   | 307   | 298   | 250   | 195   | 167   | 127   |

| Број чланова      | 1  | 2  | 3  | 4  | 5 | 6 | 7 | 8 | 9 | 10 и више | Просек |
| ----------------- | -- | -- | -- | -- | - | - | - | - | - | --------- | ------ |
| Број домаћинстава | 39 | 40 | 17 | 17 | 4 | 7 | 1 | 1 | 0 | 1         | 2,57   |

| Пол    | Укупно | Неожењен/Неудата | Ожењен/Удата | Удовац/Удовица | Разведен/Разведена | Непознато |
| ------ | ------ | ---------------- | ------------ | -------------- | ------------------ | --------- |
| Мушки  | 144    | 28               | 94           | 12             | 7                  | 3         |
| Женски | 150    | 14               | 93           | 33             | 6                  | 4         |
| УКУПНО | 294    | 42               | 187          | 45             | 13                 | 7         |

| Пол    | Укупно                    | Пољопривреда, лов и шумарство | Рибарство                            | Вађење руде и камена | Прерађивачка индустрија       |
| ------ | ------------------------- | ----------------------------- | ------------------------------------ | -------------------- | ----------------------------- |
| Мушки  | 46                        | 31                            | 0                                    | 0                    | 3                             |
| Женски | 42                        | 32                            | 0                                    | 0                    | 0                             |
| УКУПНО | 88                        | 63                            | 0                                    | 0                    | 3                             |
| Пол    | Производња и снабдевање   | Грађевинарство                | Трговина                             | Хотели и ресторани   | Саобраћај, складиштење и везе |
| Мушки  | 0                         | 0                             | 3                                    | 0                    | 0                             |
| Женски | 0                         | 0                             | 3                                    | 0                    | 0                             |
| УКУПНО | 0                         | 0                             | 6                                    | 0                    | 0                             |
| Пол    | Финансијско посредовање   | Некретнине                    | Државна управа и одбрана             | Образовање           | Здравствени и социјални рад   |
| Мушки  | 0                         | 0                             | 3                                    | 0                    | 0                             |
| Женски | 0                         | 1                             | 0                                    | 4                    | 0                             |
| УКУПНО | 0                         | 1                             | 3                                    | 4                    | 0                             |
| Пол    | Остале услужне активности | Приватна домаћинства          | Екстериторијалне организације и тела | Непознато            | Непознато                     |
| Мушки  | 2                         | 0                             | 0                                    | 4                    | 4                             |
| Женски | 0                         | 0                             | 0                                    | 2                    | 2                             |
| УКУПНО | 2                         | 0                             | 0                                    | 6                    | 6                             |